# 1181 (szám)
Az 1181 (római számmal: MCLXXXI) az 1180 és 1182 között található természetes szám.

## A szám a matematikában
A tízes számrendszerbeli 1181-es a kettes számrendszerben 10010011101, a nyolcas számrendszerben 2235, a tizenhatos számrendszerben 49D alakban írható fel.
Az 1181 páratlan szám, prímszám. Kanonikus alakja 11811, normálalakban az 1,181 · 103 szorzattal írható fel. Két osztója van a természetes számok halmazán, ezek növekvő sorrendben: 1 és 1181.
Az 1181 huszonhat szám valódiosztó-összegeként áll elő, ezek közül legkisebb is nagyobb 10 000-nél.

## Csillagászat
- 1181 Lilith kisbolygó